# Азовская навигацкая школа
Азовская навигацкая школа — первая навигацкая школа в России, образованная в 1698 году.

## История
В 1695—1696 годах, в ходе Русско-турецкой войны (1686—1700), Петром I были предприняты Азовские походы. После завоевания крепости Азов боярская дума обсудила рапорт царя об итогах походах и решила начать строительство армейского флота (военно-морского флота) 20 (30) октября 1696 года. Для организации флота были необходимы морские специалисты, которых Пётр I и его сподвижники набирали во время Великого посольства среди иноземцев.
3 января 1698 года в Посольский приказ в Москве с проезжим листом от венецианского резидента в Польше прибыли венецианцы Матвей Меланкович и Иван Кучица. Меланкович имел 20-летний опыт службы капитаном в венецианском флоте, неоднократно принимал участие в боях с турками.
По указу князя Ф. Ю. Ромодановского венецианских капитанов направили в распоряжение Володимерского Судного приказа, который дал указание главе Иноземского приказа боярину А. С. Шеину организовать в России первую навигацкую школу. В указе говорилось: «…для учения корабельному морскому ходу, и карте, и компасом выбрать из иноземцев 10 человек добрых и человечных, грамоте умеющих».
21 января 1698 года состоялся первый набор из 10 московских «детей иноземцев». 1 февраля А. С. Шеин сообщил начальнику Володимерского Судного приказа адмиралтейцу А. П. Протасьеву, который руководил постройкой судов в Воронеже, о том, что принято ещё восемь учеников: «подполковника Ларионов сын Лоренца Карп, маеорские — Иванов сын Борондского Михайлов, Гаврилов сын Бидора Иван, ротмистра Яковлев сын Гадорского Никита, капитана Иванов сын Гранбова Иван, порутчиковы — Иван сын Кипа Андрей, Кашпиров сын Филаткина Карлус, Кондратьев сын Ленерма Иван». Пётр I, вернувшись из заграницы в Москву в феврале 1698 года, повелел обучать не «новокрещенов», а русских людей. 1 апреля в навигацкую школу приняли первых 10 российских учеников. Среди них: Дмитрий Дивин, Богдан Оладин, Федор Козлов, Иван Огарев, Василий Прошкин и другие.
Обучение в школе началось в конце апреля 1698 года в Москве. С начала занятий трое учеников сбежали, убоявшись сложности обучения на итальянском языке и суровости будущей профессии. Был проведён дополнительный набор из «школьных учеников, которые навычны итальянскому языку» (из учеников Славяно-греко-латинской академии).
По указу от 31 марта 1698 года Шеин должен был направить Меланковича «для строения на реке Миусе карабелной пристани морского каравана, а учеников морского воинского ходу и карте и компасом учить под Азовом». На Миусе с начала 1698 года строилась гавань, а затем начали строить пристань в Таганроге. В конце мая 1698 года ученики и их учитель Меланкович отбыли под Азов, где и начала работу первая навигацкая школа, именуемая в истории Азовской. Точное место расположения школы не известно.
В Азовской навигацкой школе учились жители Азова и Троицкого, которые также обучались мореходству. Для практических занятий из Воронежа были переданы школе карбасы и лодьи, из Астрахани был направлен кормщик Иван Молот. К концу года морскому делу в школе обучалось уже более 100 учеников.

## Выпускники
Обучение в Азовской навигацкой школе носило практический характер. Получив навыки корабельного дела, выпускники поступали на службу преимущественно в Азовский флот.
Известны выпускники школы Степан Неронов и Иван Тельнов. Службу они начали матросами, после обучения в Англии (1707—1711 гг.) личным указом Петра I произведены в «шхиперы» и направлены на службу на Балтийский флот, в качестве подштурманов. Неронов позже был экипажмейстером Архангельского порта в звании лейтенанта. Он занимался подготовкой экипажей к плаванию. Дальнейшая служба Тельнова неизвестна.